# Вашингтон (окръг, Северна Каролина)
Вижте пояснителната страница за други населени места с името Вашингтон.
Окръг Вашингтон (на английски: Washington County) е окръг в щата Северна Каролина, Съединени американски щати. Площта му е 1098 km², а населението – 12 195 души (2016). Административен център е град Плимът.